# Burgrieden
Burgrieden è un comune tedesco di 4 255 abitanti situato nel land del Baden-Württemberg.